# Großsteingrab Uggeløse Skov 1
Das Großsteingrab Uggeløse Skov 1 ist eine megalithische Grabanlage der jungsteinzeitlichen Nordgruppe der Trichterbecherkultur im Kirchspiel Uggeløse in der dänischen Kommune Allerød.

## Lage
Das Grab liegt westlich von Lynge im Norden des Waldgebiets Uggeløse Skov, direkt östlich eines Waldwegs. In der näheren Umgebung gibt bzw. gab es zahlreiche weitere megalithische Grabanlagen.

## Forschungsgeschichte
Im Jahr 1942 führten Mitarbeiter des Dänischen Nationalmuseums eine Dokumentation der Fundstelle durch.

## Beschreibung
Die Anlage besitzt eine rechteckige Hügelschüttung mit einer Länge von 10 m, einer Breite von 7 m und einer Höhe von 1 m. Zur Orientierung liegen keine Angaben vor. Von der Umfassung sind sieben Steine erhalten.
In der Mitte des Hügels befinden sich die Reste einer Grabkammer, die wohl als Dolmen anzusprechen ist. Erhalten sind ein Wandstein einer Langseite sowie ein angrenzender Abschlussstein einer Schmalseite. Zu den Maßen und der Orientierung der Kammer liegen keine Angaben vor.